# Presa Waterdown
La presa Waterdown es troba al riu Klipplaatrivier, a 13 km al sud de Whittlesea, al Cap Oriental, Sud-àfrica. Aquesta presa es va inaugurar l'any 1958. El terraplè fa 38 m d'alçada i el cos de la presa és de 38,4 milions de m3. La presa rep especialment l'aigua de la neu que es fon de l'alta muntanya de la zona. L'aigua domèstica se subministra a Queenstown i l'aigua també s'empra per al regadiu a les ribes dels rius Klipplaatrivier i Swart-Keirivier.